# Angelica heterocarpa
Angélique des estuaires, Angélique à fruits variables
Pour les articles homonymes, voir Angélica et Angélique.
Espèce
Statut de conservation UICN

 LC  : Préoccupation mineure
L'Angélique des estuaires, l’Angélique à fruits variables, l’Angélique à fruits variés (Angelica heterocarpa), est une espèce de plantes à fleurs de la famille des Apiaceae, du genre Angelica. C'est une plante endémique de la France. Son aire géographique naturelle se limite aux grands estuaires du littoral atlantique soumis à la marée. Elle n'est ainsi connue dans le monde que dans les seuls estuaires de la Loire, de la Charente, de la Gironde et de l'Adour.
C'est une plante menacée et protégée (au niveau européen). Elle fait notamment l'objet d'un « plan de conservation global en faveur de l’angélique des estuaires dans l’estuaire de la Loire ».

## Étymologie
L'adjectif heterocarpa utilisé comme nom d'espèce associe deux termes grecs :
- « ετερος » (autre)
- « καρπος » (fruit).

Son nom signifie donc « angélique à fruits variés ».

## Description

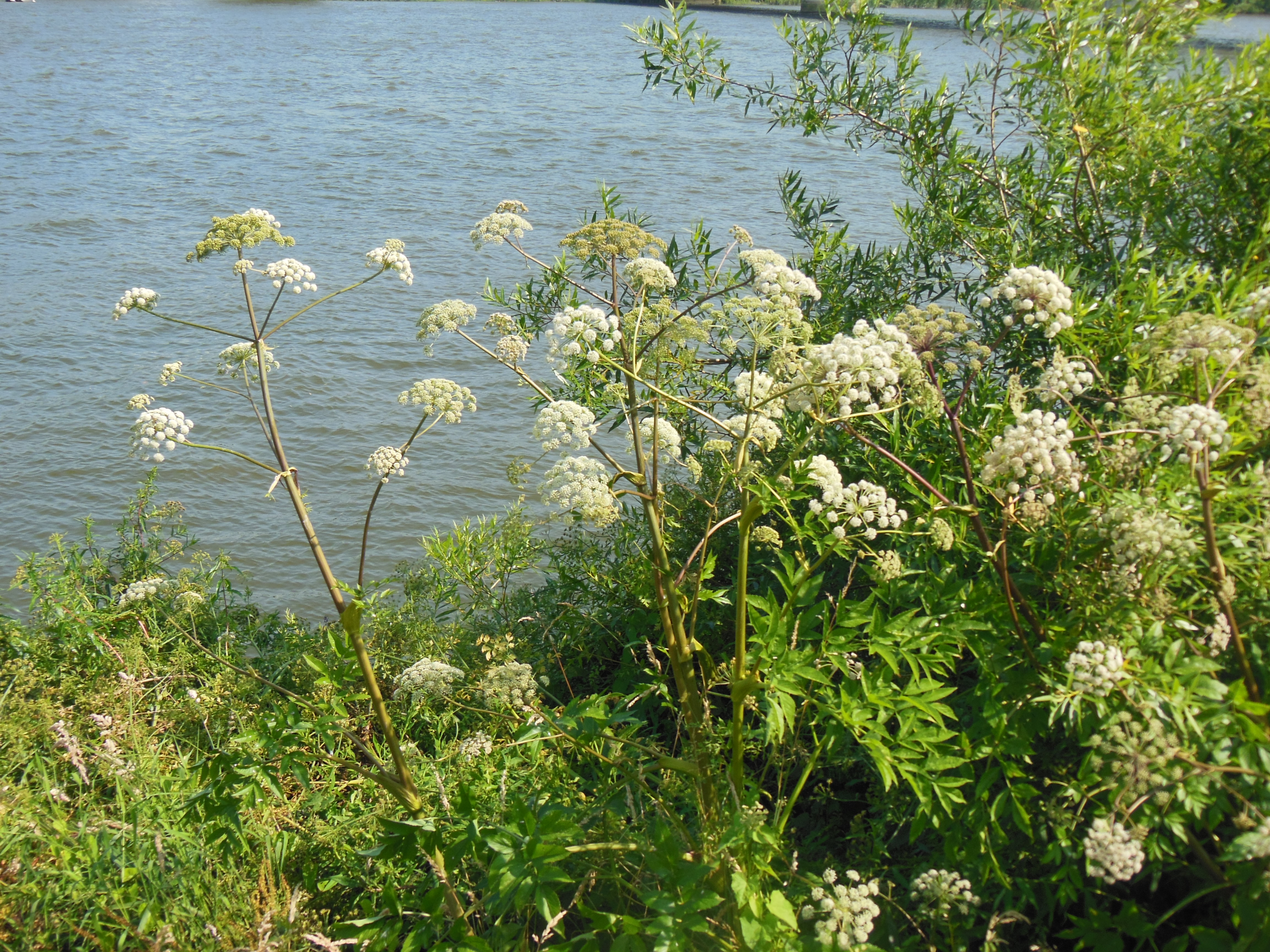
Angélique des estuaires en bord de Loire, à Nantes.

L'angélique des estuaires a une durée de vie courte, de trois à quatre ans. Elle ne fleurit généralement qu'une seule et unique fois, puis meurt. Un seul pied peut produire jusqu'à 100 000 graines qui sont disséminées par le fleuve au moment des grandes marées.
Son « inventeur » (Lloyd) la considère comme une vivace (bien qu'à courte durée de vie), hémicryptophyte, cespiteuse et les botanistes la décrivent comme suit :
- Tige de 1 à 2 m (jusqu'à 3 m exceptionnellement) très creuse, lisse, excepté dans le haut où elle est cannelée et rude-pubescente.
- Feuilles très grandes, 2 à 3 fois pennées, les radicales pétiolées avec rachis en gouttière ainsi que les pétioles largement dilatés à la base en gaine quelquefois rougeâtre, folioles ovales-lancéolées, plus foncées et luisantes en dessus, à dents de scie terminées en pointe blanchâtre et scarieuse. (Quand l'hiver est doux, les feuilles persistent toute l'année).
- Ombelles à rayons nombreux, striés, pubescents-rudes. Involucre nul, ou à 1-3 folioles plus ou moins caduques ; folioles de l’involucelle linéaires.
- Fleurs blanches, petites, ovales à pointe infléchie (floraison de juillet à août, avec quelques floraisons tardives jusqu'en septembre).
- Carpelles ovales ou elliptiques-oblongs à côtes latérales un peu plus grandes, quelquefois dilatées en forme d’aile plus étroite que le corps du méricarpe. Ce dernier point est considéré par Lloyd, comme étant le plus important à observer.
- Fructification en septembre-octobre. Les graines tombées flottent un certain temps et peuvent alors être transportées par les marées et courants. Les graines semblent normalement germer en novembre.

Biométrie : les botanistes Corillion et Coste précisent que :
- les folioles ovales-lancéolées mesurent  10 × 3 cm
- les fruits oblongs font 4-6 × 2-3 mm

### Confusion possible
L'angélique des estuaires peut être confondue avec l'Angélique des bois (Angelica sylvestris) qui présente un port identique, mais :
- qui fleurit plus tardivement,
- qui a des folioles plus large
- qui produit un fruit différent ; uniforme, comprimé par le dos, à carpelles elliptiques-arrondis, bordés d’une large aile membraneuse, ondulée, plus large que le corps du méricarpe chez A. sylvestris. Chez A. heterocarpa - comme son nom l'indique -  le fruit est variable ; quand il est mûr (mais pas encore sec), il est un peu plus large sur le côté que sur le dos, chaque carpelle est elliptique-oblong à 5 côtes obtuses, les latérales étant un peu plus fortes. Parfois, sur les ombelles des individus les plus grands, le fruit est comprimé par le dos, en raison de côtes latérales surdéveloppées en aile épaisse (de largeur variable).

L'angélique des estuaires peut aussi être confondue avec l’œnanthe safranée (très toxique) d'autant que cette dernière partage volontiers le même habitat, dans les mégaphorbiaies littorales.

## Hybridation
L'hybridation est possible avec une espèce voisine :  Angelica sylvestris, par exemple en Sèvre nantaise.

Les autres espèces présentes sur le littoral français sont :  Angelica archangelica L. subsp. archangelica et Angelica razulii Gouan.
Il est possible que des complexes d'hybridation existent avec ces espèces, qui seraient à confirmer par des études génétiques.

## Habitat

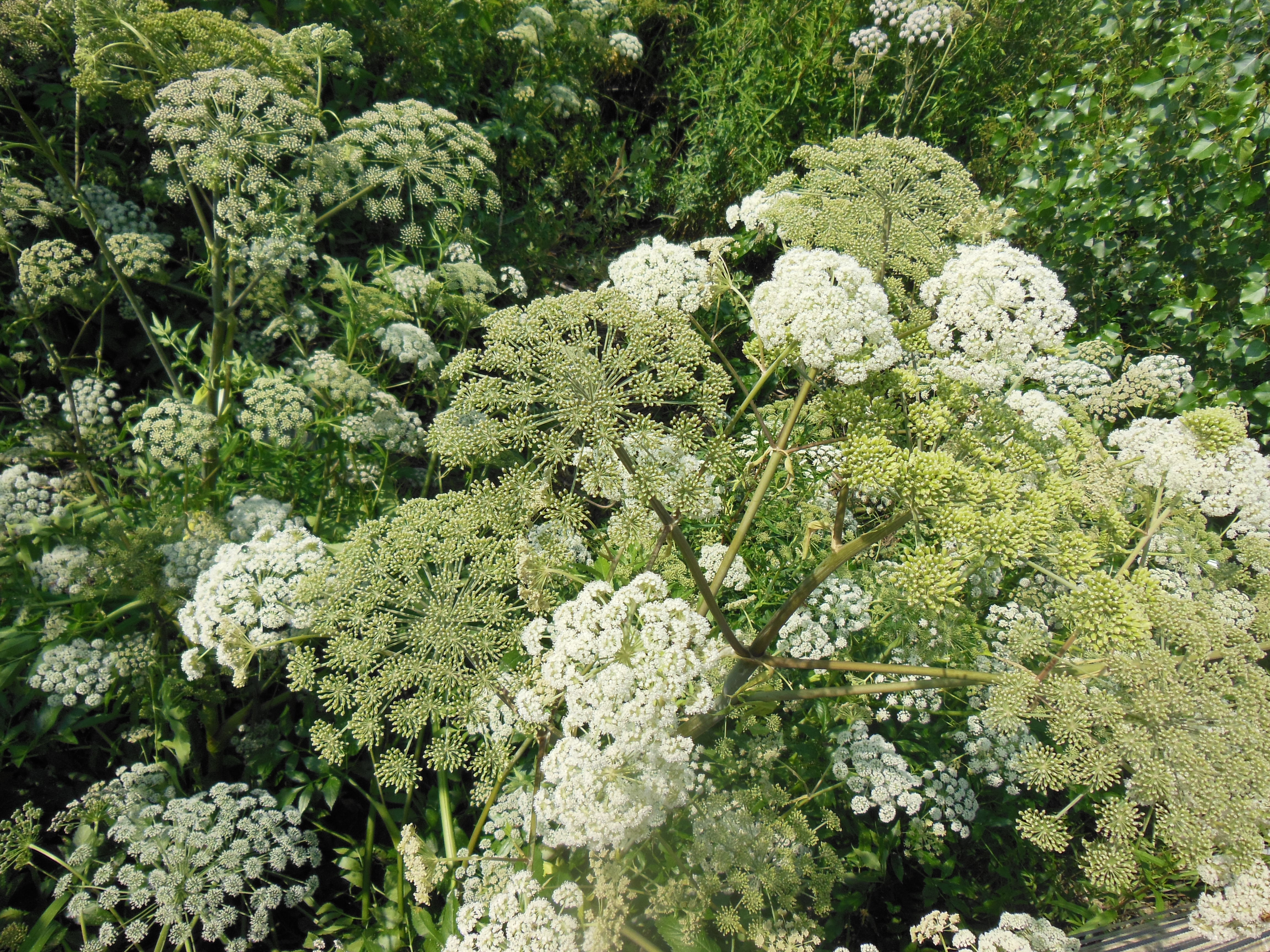
Angélique des estuaires en bord de Loire, à Nantes

C'est une hydrophyte (oligohaline, c'est-à-dire ne tolérant qu'une faible salinité du substrat (c'est-à-dire de la nappe superficielle), comme Eleocharis bonariensis et Schoenoplectus triqueter qui partagent un même habitat.  Elle est inféodée aux rivages d'estuaires du sud-ouest de la France, poussant sur une frange écotoniale entre la mer (salée) et les fleuves  et plus précisément :
- sur les berges argilo-vaseuses des rivières soumises à la marée
- dans la zone submergée par la marée, « comprise entre la cote moyenne estivale des marées et la cote moyenne estivales des pleines mers de vives eaux »[4].
- elle semble pousser le mieux sur des vases colmatées plutôt compactes (naturelle ou anciennes sur des berges artificielles ou remaniées, et si ces vases sont stabilisées par des voiles microbiens à cyanobactéries ou plus rarement par bryophytes aquatiques.

Vivant l'à l'intérieur de la zone de balancement des marées, sa présence est conditionnée par quatre principaux facteurs écologiques :
- le degré de salinité
- la fréquence de submersion par la marée
- la nature du substrat
- le degré de luminosité

Les plus belles populations se trouvent en milieu ouvert sur les berges occupées par une végétation de hautes herbes ou en contact avec des boisements. Toutefois, des individus isolés arrivent parfois à coloniser des ouvrages artificiels en bois ou en béton.
Sur la Loire, elle est plutôt sciaphile (à l'ombre de frênaies, peupleraies ou saulaies, ou en lisière de ces boisements), peut-être parce que cette ombre est moins propice à la mégaphorbiaie, ce qui défavorise la concurrence d'autres plantes. À Nantes, elle est présente sur les berges de la Loire, dans la zone de talus de battement des marées (entre les cotes 2,40 m et 4,00 m NGF). Certains quais soutenus par une succession d'arcades (comme le quai Président-Wilson sur l'Île de Nantes) sont propices à l'installation de l'angélique des estuaires en plus grand nombre (associées au même cortège floristique des berges en milieu ouvert), grâce à l'accumulation de vases épaisses sur les poutrelles horizontales en béton.

## Populations et répartition
C'est une des rares espèces végétales endémiques du littoral de l'ouest de la France métropolitaine (elle ne pousse encore que dans les estuaires de la Loire, de la Charente, de la Gironde et de l’Adour).
Elle a été décrite  en 1859 par le botaniste James Lloyd dans l'estuaire de la Loire. À partir des années 1970, Pierre Dupont a affiné sa carte de répartition, et a montré qu'elle était en forte régression dans ce secteur à la suite des aménagements de l'estuaire.
Des inventaires botaniques ont été faits en 1997 et en 2002 par le Conservatoire Botanique National de Brest sur toute son aire de répartition connue (de Cordemais à La Chapelle-Basse-Mer en Loire, et jusqu’à Vertou dans la Sèvre nantaise. Au total 418 stations de cette espèce ont été recensées dans l’estuaire de la Loire en 2002, qui laisse penser que les mesures de protection ont été efficaces (seules 148 stations avaient été repérées lors de l'inventaire précédent), mais cette progression est probablement aussi due à une méthode d'inventaire plus fine. Les botanistes ont estimé en 2002 la population ligérienne d'angélique des estuaires à 15 000 pieds, répartis sur environ 52,9 kilomètres de berges, avec un net déplacement des populations vers l'amont observé de 1970 à 1995, attribué à une remontée du front de salinité et du « bouchon vaseux », remontée qui semble stabilisée depuis 1997. Des reconstitutions expérimentales « biotope à angélique » sont en cours dans l'estuaire.

## Menaces
Cette espèce est surtout menacée par les aménagements portuaires et le phénomène de périurbanisation des villes estuariennes, responsables de la fragmentation écologique du littoral et/ou de la destruction d'habitats.

## Sauvegarde
Aujourd'hui, l'angélique des estuaires est une espèce dite patrimoniale, menacée, elle est mentionnée dans la liste rouge des espèces menacées en France, elle et son habitat bénéficient d'une protection à l'échelle européenne.

Les sites Natura 2000 nos 621 et 622 proposés au titre de la Directive Habitats (« Estuaire de la Loire »  et  « vallée de la Loire » en amont de Nantes) n'incluent qu'environ 20 % des stations inventoriées en 1997 par le Conservatoire Botanique National de Brest, le reste se trouvant surtout en milieu périurbain, dans l’agglomération nantaise.
Les communes (ex : Bordeaux, Nantes), conformément à la législation intègrent la sauvegarde de l'angélique des estuaires dans leurs projets d'aménagement de bords de fleuve. Sur la rive droite de Bordeaux, un parc portant le nom de Parc aux angéliques a été aménagé le long du fleuve.